# Лух авт (газета)
Лух авт (хант. Ӆух авт — «Ангальський мис») — газета хантийською мовою (шуришкарський діалект), що видається в Салехарді (Ямало-Ненецький автономний округ)
Газета виходить з 6 січня 2001 року. Висвітлює події з життя народу ханти, його побут, культуру та традиції. На шпальтах газети можна знайти публікації з фольклористики, хантийської міфології, народні казки та оповідання.
Наразі в редакції працює чотири співробітники. Виходить раз на тиждень на чотирьох шпальтах. Наклад — 650 примірників (станом на 2012).

## Історія
Тривалий час в Ямало-Ненецькому автономному окрузі не було жодної газети хантийською, хоча за даними Всесоюзного перепису населення 1989 року на території округу мешкало понад 7 тисяч ханти, переважна більшість з них володіла хантийською. Національна інтелігенція була занепокоєна таким становищем та прагнула докорінно змінити ситуацію. Почалося листування з різними інстанціями, державними установами, щоб ті розглянули питання про створення хантийськомовної газети. Після великої підготовчої роботи постановою губернатора ЯНАО в грудні 2000 року була створена окружна національна газета. 6 січня 2001 року на чотирьох шпальтах було видано перший номер. До кінця 2001 року було набрано штат з п'яти осіб.
2007 року на III Всеросійському фестивалі фінно-угорської преси газета посіла друге місце в номінації «Найкраща серія фоторепортажів про національні традиції фінно-угорських народів». Газета зробила значний внесок у формування хантийської літературної мови, до неї неодноразово звертались вчені з Ханти-Мансійського автономного округу.
Починаючи з 2012 року «Ӆух авт» входить до складу державного закладу «Северное издательство» в м. Салехарді.
2014 року головному редактору газети Геннадію Кельчину була вручена перша премія губернатора Ямало-Ненецького АО «За внесок у збереження та розвиток національної культури малочисельних народів Півночі».